# Amets Txurruka Ansola
Amets Txurruka Ansola (Etxebarria, 10 de novembre de 1982) és un ciclista basc, ja retirat, que fou professional del 2006 al 2016. Durant la seva carrera va córrer als equips Barloworld, Euskaltel-Euskadi, Caja Rural-Seguros RGA i Orica-BikeExchange.
En el seu palmarès destaca el premi de la combativitat del Tour de França de 2007 i la Volta a Astúries de 2013.

## Palmarès
- 2007
  - Vencedor del Premi de la combativitat del Tour de França
- 2013
  - 1r a la Volta a Astúries i vencedor d'una etapa
  - Vencedor de la classificació de la muntanya i de les metes volants a la Volta al País Basc
  - Vencedor de la classificació de la muntanya a la Volta a Burgos
- 2014
  - 1r al Tour del Gavaudan Llenguadoc-Rosselló
- 2015
  - Vencedor d'una etapa a la Volta a Noruega
  - Vencedor d'una etapa al Tour de Beauce

### Resultats al Tour de França
- 2007. 23è de la classificació general. Vencedor del Premi de la combativitat
- 2008. 52è de la classificació general
- 2009. Fora de control (19a etapa)
- 2010. No surt (5a etapa)
- 2011. Abandona (9a etapa)
- 2012. No surt (7a etapa)

### Resultats a la Volta a Espanya
- 2008. 45è de la classificació general
- 2009. 29è de la classificació general
- 2010. 31è de la classificació general
- 2011. 30è de la classificació general
- 2012. 30è de la classificació general
- 2013. 25è de la classificació general
- 2014. 48è de la classificació general
- 2015. Abandona (11a etapa)

### Resultats al Giro d'Itàlia
- 2012. 42è de la classificació general
- 2016. 55è de la classificació general